# Sebastiaan Bowier

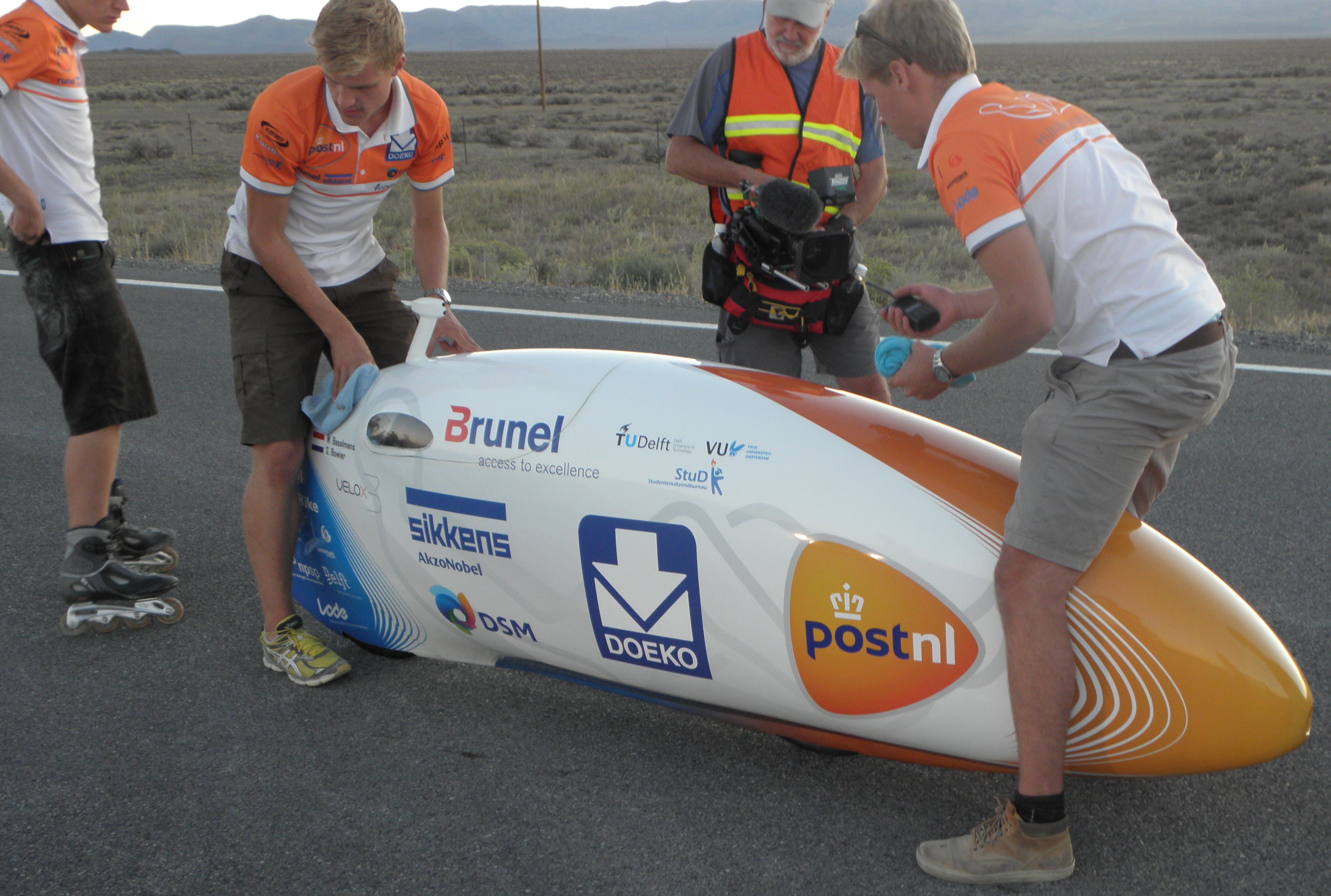
VeloX3 waarmee Bowier in 2013 het wereldrecord 200 meter vliegende sprint verbrak.

Jhr. Sebastiaan Bowier (Rotterdam, 23 augustus 1987) is een Nederlands ligfietser.
Bowier werd als ligfietser bekend toen hij op het World Human Powered Speed Challenge te Battle Mountain 2011 de eerste plaats bereikte met een snelheid van 129,62 kilometer per uur. Met deze snelheid verbrak hij het Europees record. Zijn grootste prestatie behaalde hij in 2013 toen hij het wereldrecord 200 meter vliegende sprint verbrak met een gemiddelde snelheid van 133,78 km/h.

## Biografie
Bowier is een telg uit de adellijke familie Bowier en een zoon van radiologisch laborant jhr. Johan Bowier (1949) en medisch analiste Henriette Goettsch. Zijn grootvader was een onderofficier, zijn overgrootvader was portier bij het Haagse Floratheater.

### Ontwerper
Na de middelbare school studeerde Bowier Industrieel Product Ontwerpen aan de Haagse Hogeschool. Na het behalen van zijn diploma ging hij als ontwerper aan de slag bij BBB, een bedrijf dat fietsonderdelen maakt.

### Wedstrijden
Bowiers prestaties tijdens ligfietswedstrijden waren dusdanig goed dat hij in 2010 door het Human Power Team Delft werd gevraagd om als wielrenner mee te werken aan een poging om het wereldrecord op de 200 meter te verbreken tijdens het World Human Powered Speed Challenge 2011. Dat jaar werd hij wereldkampioen maar lukte het niet om het wereldrecord te verbreken.
In de herfst van 2011 deed Bowier een poging het snelheidsrecord op de 1km (staande start) te verbreken. Met een tijd van 65.414 seconde verscherpte hij met succes het wereldrecord.

## Belangrijkste prestaties
| Jaar | Wedstrijd                                            | Resultaat                                     |
| ---- | ---------------------------------------------------- | --------------------------------------------- |
| 2013 | World Human Powered Speed Challenge, Battle Mountain | - 133,78 km/h - Wereldrecord                  |
| 2011 | World Human Powered Speed Challenge, Battle Mountain | - 129,62 km/h - 1ste plaats - Europees record |
| 2011 | Apeldoorn Record Weekend                             | - 1000m in 65.414 seconde - Wereldrecord      |